# Tiracola concolor
Tiracola concolor là một loài bướm đêm trong họ Noctuidae.